# Flic en Flac

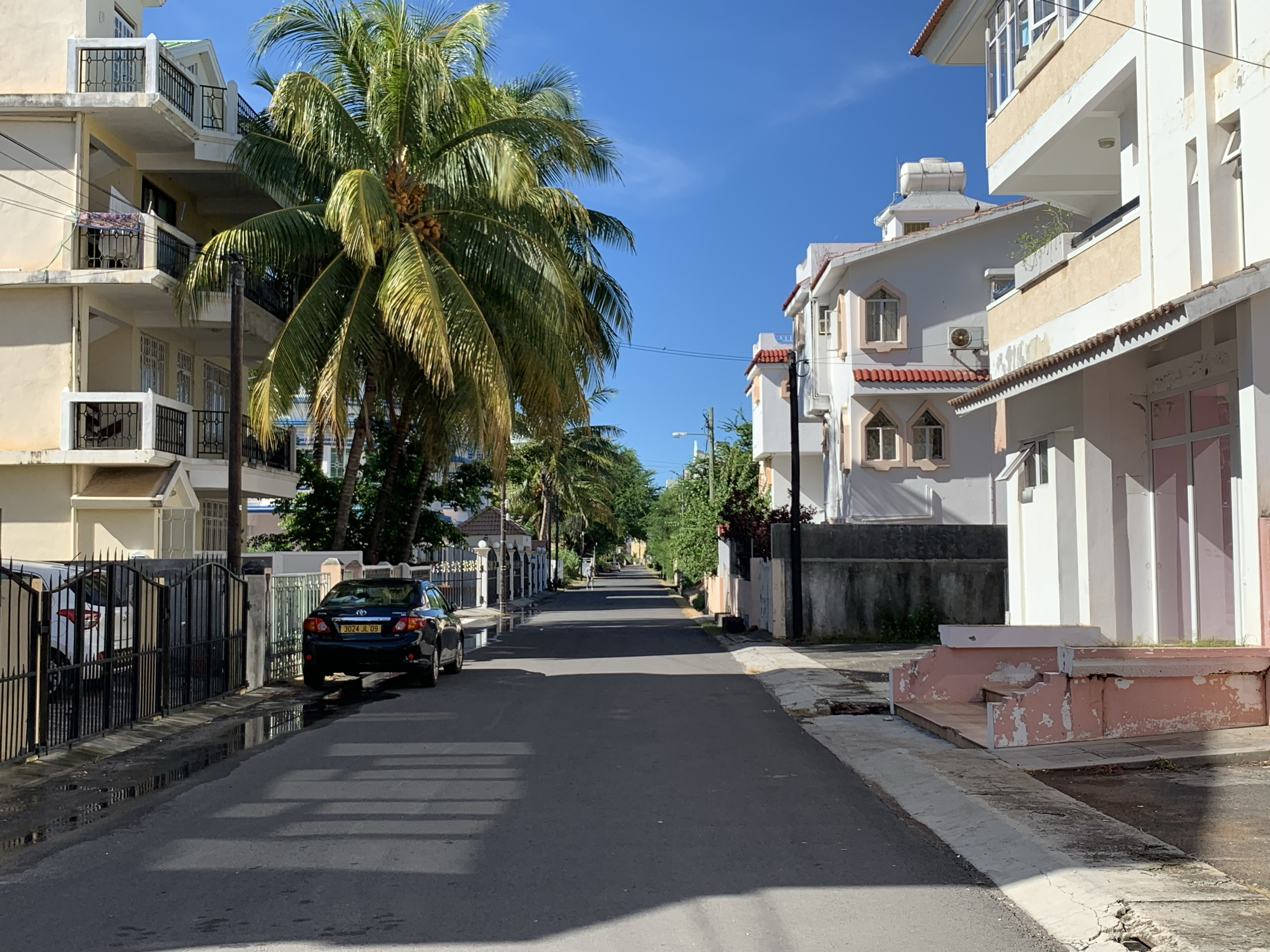
Flic en Flac

Flic en Flac är en ort i Mauritius.   Den ligger i distriktet Black River, i den västra delen av landet, 19 km sydväst om huvudstaden Port Louis. Antalet invånare är 2 010.
Terrängen runt Flic en Flac är kuperad åt sydost, men norrut är den platt. Havet är nära Flic en Flac västerut. Runt Flic en Flac är det ganska tätbefolkat, med 104 invånare per kvadratkilometer. Närmaste större samhälle är Port Louis, 18,8 km nordost om Flic en Flac. Omgivningarna runt Flic en Flac är en mosaik av jordbruksmark och naturlig växtlighet.